# Patrick Ochs
Patrick Ochs (Frankfurt am Main, 14 mei 1984) is een Duits betaald voetballer die bij voorkeur als middenvelder speelt. Hij maakte in 2004 zijn debuut op het hoogste niveau in het shirt van Eintracht Frankfurt, dat hem oppikte uit het tweede team van FC Bayern München. Medio 2011 vertrok hij naar VfL Wolfsburg, waar hij een contract tekende tot 2015. In het seizoen 2012/13 werd hij verhuurd aan TSG 1899 Hoffenheim.
Ochs speelde negen interlands voor het Duitse nationale team onder 21. Hij zat in de selectie die deelnam aan het EK 2006 voor U-21.

## Clubstatistieken
| Seizoen  | Club                  | Competitie    | Duels | Goals |
| -------- | --------------------- | ------------- | ----- | ----- |
| 2004-'05 | Eintracht Frankfurt   | 2. Bundesliga | 28    | 1     |
| 2005-'06 | Eintracht Frankfurt   | Bundesliga    | 30    | 0     |
| 2006-'07 | Eintracht Frankfurt   | Bundesliga    | 30    | 1     |
| 2007-'08 | Eintracht Frankfurt   | Bundesliga    | 29    | 0     |
| 2008-'09 | Eintracht Frankfurt   | Bundesliga    | 30    | 0     |
| 2009-'10 | Eintracht Frankfurt   | Bundesliga    | 28    | 1     |
| 2010-'11 | Eintracht Frankfurt   | Bundesliga    | 29    | 2     |
| 2011-'12 | VfL Wolfsburg         | Bundesliga    | 13    | 0     |
| 2012-'13 | → TSG 1899 Hoffenheim | Bundesliga    | 12    | 0     |
| 2013-'14 | VfL Wolfsburg         | Bundesliga    | 17    | 0     |
| 2014-'15 | VfL Wolfsburg         | Bundesliga    | 0     | 0     |